# Чичак (род)
Чичак (Arctium sp.) је род скривеносеменица из фамилије главочика (Asteraceae). Поседује дугачак сивосмеђи вретенасти корен. У првој години појављују се велики приземни листови срцоликог облика. У другој години израсте усправно разгранато стабло висине 1-1,5m. Листови су све мањи идући према врху стабла. Цвате у главицама с гримизноцрвеним цевастим, густо збијеним цветићима. Плодови имају кукице помоћу којих лако приањају за одећу. Расте уз путеве, на ливадама и необрађеном земљишту.
Лековити део биљке: корен, листови и семе користе се као лекови. Двогодишњи корен се бере у пролеће и јесен, лишће је још увек младо, а семе сазрева
Лековита својства: Корен чичка је отрован, убрзава излучивање мокраће и зноја и прочишћава крв. Употребљава се и у лечењу венеричних болести, свих врста чира,  гихта , застарелих реуматских болести, водених болести и тровања живом. Чај од младог лишћа користи се у лечењу кааре желуца и надутости, а добар је лек за разне осипе, чиреве, гнојне ране и чиреве у устима. Семе се користи код свих болести за које се користе и корен и лист, с тим да је семе снажније.
Најпознатија врста овог рода је велики чичак.
По узору на биљку чичак изумљен је материјал чичак трака или велкро.